# Munk József
Munk József (Budapest, 1890. november 30. – Olaszország?, 1920. december 31.) magyar olimpiai ezüstérmes gyorsúszó, vendéglős. Az első világháború idején bevonult, majd olasz hadifogságban nyoma veszett. 1931-ben holttá nyilvánították.

## Családja
Munk Manó és Berkes Eszter fiaként született. 1910. szeptember 20-án Kispesten házasságot kötött Konopas Máriával, Konopas Ede és Janek Mária lányával.

## Sportegyesülete
1906-1912 között az MTK versenyzője.

### Magyar úszó bajnokság
1911-ben a 100 yardos távon országos bajnok.

### Olimpiai játékok
Tatán 1908. július 5-én a Magyar Úszó Egyesület (MÚE)  rendezésében a "Tata-Tóvárosi park tóvárosi úszóházában"megtartott úszóversenye a londoni olimpiára készülő úszók közül rajthoz állt Hajós Henrik, Munk József, Ónody József és Zachár Imre. A Tatán úszott időeredményeiktől a versenyzők Londonban messze elmaradtak. 
Angliában, Londonban rendezték az V., az  1908. évi nyári olimpiai játékok úszó versenyeit. A 4 × 200 m gyorsváltó tagjaként (Munk József, Zachár Imre, Las Torres Béla, Halmay Zoltán) ezüstérmet szerzett (10:59,0).

## Külső hivatkozások
- Munk József. tripod.com. (Hozzáférés: 2015. augusztus 30.)
- Munk József. 3szek.ro. (Hozzáférés: 2015. augusztus 30.)
- Munk József. mtkcsalad.hu. [2015. június 29-i dátummal az eredetiből archiválva]. (Hozzáférés: 2015. augusztus 30.)
- Munk József. mob.hu. (Hozzáférés: 2015. augusztus 30.)